# Michael Bennett (boxeador)
Michael Bennett (Chicago, 26 de marzo de 1971) es un deportista estadounidense que compitió en boxeo.
Ganó una medalla de oro en el Campeonato Mundial de Boxeo Aficionado de 2011, en el peso pesado. Participó en los Juegos Olímpicos de Sídney 2000, ocupando el quinto lugar en el mismo peso.
En enero de 2001 disputó su primera pelea como profesional. En su carrera profesional tuvo en total 14 combates, con un registro de 10 victorias y 4 derrotas.

## Palmarés internacional
| Campeonato Mundial | Campeonato Mundial       | Campeonato Mundial | Campeonato Mundial |
| Año                | Lugar                    | Medalla            | Categoría          |
| ------------------ | ------------------------ | ------------------ | ------------------ |
| 1999               | Houston (Estados Unidos) | Medalla de oro     | 91 kg              |